# Ribbstol

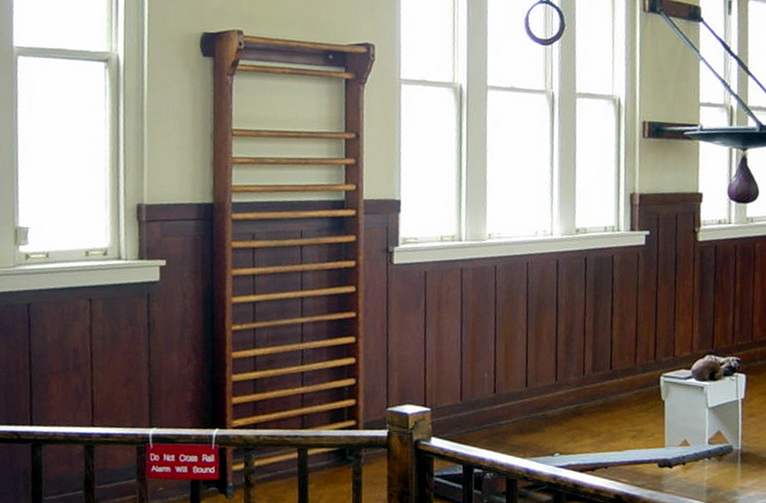
Ribbstol i USA 2006.

En ribbstol är ett slags stege, oftast av trä, som används i gymnastiksalar i samband med olika gymnastikövningar. Ribbstolarna är fästa vid väggen. Ribbstolen uppfanns av Pehr Henrik Ling.

### Fotnoter
1. ↑  ”Ribbstol”. Nordisk familjeboks sportlexikon. https://runeberg.org/sportlex/5/0622.html. Läst 2 januari 2019.